# Amsterdam UMC
Amsterdam Universitair Medische Centra, afgekort Amsterdam UMC, soms nader afgekort tot AUMC, is de naam van de stichting die het resultaat is van de fusie van de twee academische ziekenhuizen van Amsterdam. Het gaat om het Academisch Medisch Centrum AMC, dat behoorde bij de Universiteit van Amsterdam, en het VU medisch centrum VUmc, dat behoorde bij de Vrije Universiteit Amsterdam. Officieel is het nu één academisch ziekenhuis (met twee locaties) dat verbonden is met beide universiteiten.

## Structuur
De instellingen zijn op 7 juni 2018 'bestuurlijk gefuseerd'. Dat betekent in dit geval dat de twee medische centra als afzonderlijke rechtspersonen bleven bestaan, maar dat de raden van bestuur van beide instellingen uit dezelfde personen bestonden. Een juridische fusie tussen het publiekrechtelijke AMC en het privaatrechtelijke VUmc was nog niet mogelijk. Op 31 december 2023 is de juridische fusie afgerond. Het werd één organisatie, Stichting Amsterdam UMC. Voor de fusie was een wetswijziging nodig. Het is sindsdien één ziekenhuis verbonden aan twee universiteiten.
Op termijn volgt een verdeling van soorten zorg, onderzoek en onderwijs & opleiding over de beide medische centra. De raden van bestuur stellen onder andere voor om zorg (en onderzoek) rond bijvoorbeeld trauma's, vrouw/kind en hart/vaten in het AMC te concentreren en zorg (en onderzoek) rond bijvoorbeeld oncologie en neurologie op termijn in het VUmc te concentreren. De eerstkomende jaren ligt de nadruk vooral op de implicaties die dit heeft voor vrouw/kind en oncologie. De intensive care-afdeling voor kinderen van het VUmc is in september 2019 al naar het AMC verhuisd.

## Logo
Het logo symboliseert een tulp. De tulp verwijst naar Nicolaes Tulp, de chirurgijn die de anatomie in Amsterdam tot bloei bracht. Rembrandt legde hem vast in zijn schilderij De anatomische les. Het Amsterdamse karakter is in het logo terug te vinden in de ‘grachtengordel’. Het facet, de diamant, fungeert als ‘kroontje’ en drukt kwaliteit en precisie uit. 